# 쌀풀

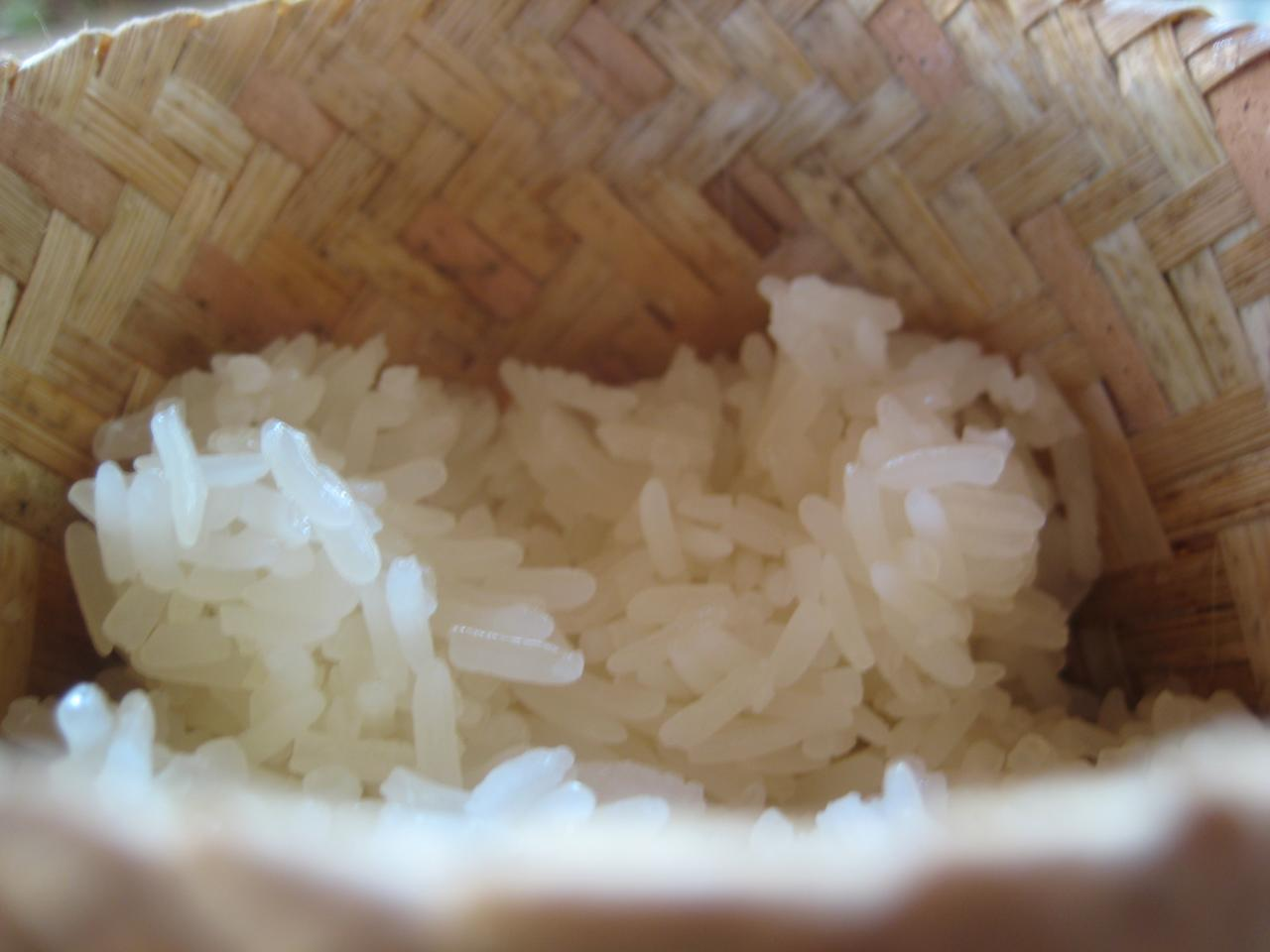
찹쌀과 물로 만든 쌀풀.

쌀풀(Rice glue)은 잘 익은 찹쌀을 뭉쳐서 만든 액체 접착제로, 물을 이용하여 적절한 농도로 희석하여 사용한다. 고대부터 목공과 종이 접착제와 같이 다양한 예술과 공예품에 사용되어 왔다. 쌀풀은 말리면 투명하다. 쌀풀은 붙어 있는 물질을 분해하는 산을 가지고 있지 않다.
현대에도 여전히 접합하는 데 사용된다. 접착제가 건조된 후, 물에 넣거나 쪼개면 다시 분리할 수 있다.
쌀풀은 주로 일본과 중국에서 활용된다.

## 같이 보기
- 접착제